# Tyrannochthonius noaensis
Espèce
Tyrannochthonius noaensis est une espèce de pseudoscorpions de la famille des Chthoniidae.

## Distribution
Cette espèce est endémique de Nouvelle-Zélande,.

## Description
La femelle holotype mesure 1,57 mm.

## Publication originale
- Moyle, 1989 : A description of Tyrannochthonius noaensis (Arachnida: Pseudoscorpionida: Chthoniidae). New Zealand Entomologist, vol. 12, p. 58-59.